# Schreinsbuch

Schreinskarte, St. Laurenz, Köln, nach 1130

Schreinsbücher waren im mittelalterlichen Köln die Vorläufer der heutigen Grundbücher.

## Geschichte
Die Bezeichnung Schreinsbuch ist auf die Aufbewahrung in einem Schrein zurückzuführen. Im Mittelalter bezeichnete man Truhen, in denen Wertgegenstände aufbewahrt wurden, als Schreine. Als Vorläufer der heutigen Grundbücher haben Schreinsbücher ihren Ursprung in der Gerichtsbarkeit und Verwaltung der Kirchspielgemeinden. In den Truhen der Kölner Kirchspiele wurden Urkunden, Pergamentbögen oder Bücher aufbewahrt, die Liegenschaftsgeschäfte betrafen. Das erste Schreinsbuch dieser Art führte die Altstadtgemeinde St. Laurenz um 1130, von wo ein 54 cm × 75 cm großes, mit einer bunten Säulenarkade bemaltes Pergamentblatt überliefert ist. Es folgte 1136 das Kirchspiel Klein St. Martin I mit zunächst sporadischen Aufzeichnungen. Manfred Groten zufolge zeichnete St. Laurenz sporadisch Rechtsgeschäfte im „Geburhaus“ (Bürgerhaus) auf. Das Kölner Schreinswesen im eigentlichen Sinne begann erst mit der Schreinskarte der Bürger von Klein St. Martin I im Jahre 1136, als Erzbischof Bruno II. von Berg in Italien weilte. Schreinskarten gab es zunächst nur als Loseblattsammlungen. Das dezentral in den einzelnen Kirchspielen geführte Schreinswesen führte etwa 1160 auch zu einem zentralen Schrein, dem so genannten Schöffenschrein („carta civicum“). Hier wurden überwiegend Grundstücksgeschäfte außerhalb Kölns vermerkt. Sie verzeichnen 1170 ein „bruere“ (Brauer) Ezelin, der als ältester quellenmäßig belegter Kölner Brauer gelten darf, um 1180 begegnen wir dem „dator cervisie“ Burkhard, der als Bierschenk damit der Urahn der Köbesse ist.

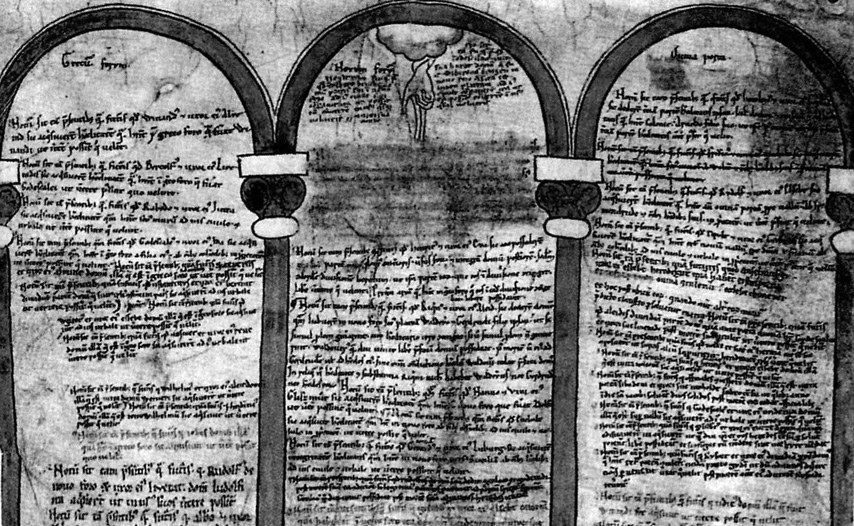
Auszug Deckblatt einer Schreinskarte

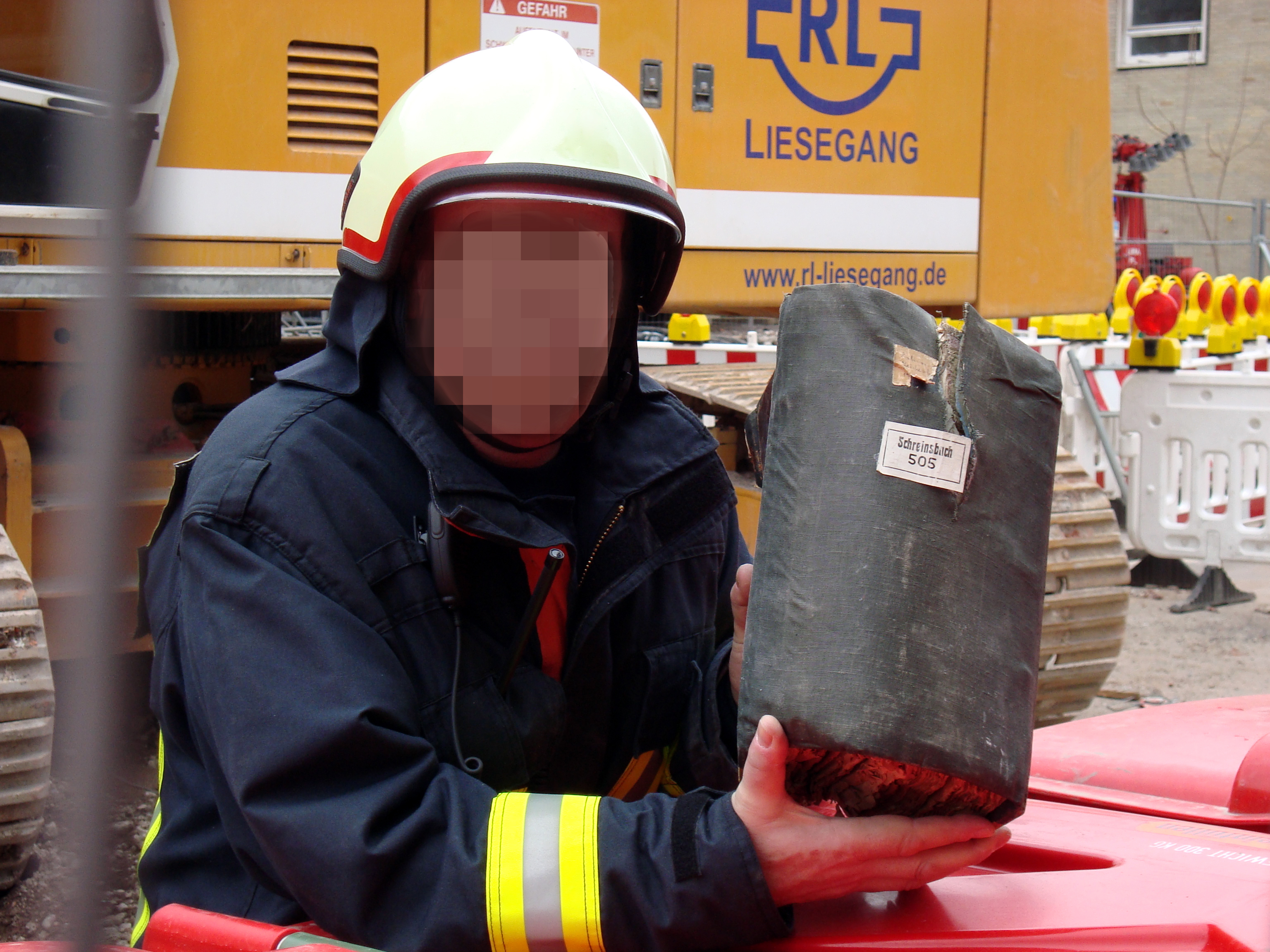
15. März 2009: Bergung von Schreinsbuch 505 aus dem Trümmerfeld des vormaligen Kölner Stadtarchivs

Zwecks Beweiserleichterung wurden der Inhalt der Grundstücksgeschäfte sowie die Beteiligten und die bezeugenden Amtsleute aufgeführt. Die Amtsleute durften ab 1200 eine Bestätigung über den Inhalt von Eintragungen abgeben. Ab 1212 erfolgten die Eintragungen nicht mehr in Form einer Loseblattsammlung, sondern in gebundenen Schreinsbüchern. Seit der ersten Hälfte des 14. Jahrhunderts ging die Aufgabe der Amtsleute an die Schreinsmeister über. 1230 wurde diese Pergamentblattsammlung durch Schreinsbücher mit chronologischen Eintragungen ersetzt, bis 1400 gab es hierin allein 150.000 Eintragungen. Ab 1400 galten die Eintragungen als konstitutiv, so dass zur Rechtswirksamkeit der Rechtsgeschäfte deren Eintragung zwingend war. Die Anschreinung (Eintragung des Eigentums in die Schreinsbücher) erfolgte nun nicht mehr freiwillig. Der Versuch des städtischen Schöffengremiums, das Schreinswesen zu zentralisieren, schlug fehl. Eine Schreinsordnung regelte ab 1473 die dezentrale Organisation des Kölner Schreinswesens, das nunmehr unter der Aufsicht des Stadtrates stand und auf 23 Schreine angewachsen war. Zwischen 1235 und 1347 gab es ein separates, in hebräischer Schrift geschriebenes Schreinsbuch der Kölner Judengemeinde („scabinorum judaeorum“). Die in lateinischer Sprache geführten deutschen Schreinsbücher verwendeten seit dem 1. Oktober 1395 durchgehend die deutsche Sprache. Das von Hermann Keussen 1904 erstellte Verzeichnis der Schreinskarten, Schreinsbücher, Zeichenbücher und „verwandten Materials“ inventarisiert komplett die Kölner Liegenschaftshistorie.
Neben Köln sind seit Ende des 12. Jahrhunderts auch in Metz (Amandellerie) und in Andernach Schreinsbücher verwendet worden, 1284 folgte Lübeck.

## Schreinsbezirke
In der Vorstadt bestand im Schrein Airsbach das Schreinsbuch Porta Pantaleonis (Pantaleonstor oder Weißfrauenpforte am westlichen Ende des Blaubachs), es wurde zwischen 1212 und 1798 geführt (sechs Bücher). Innerhalb der Stadtmauern gab es folgende sechs Schreinsbücher:
- Witzgasse (heutige Witschgasse), 1235 bis 1792 geführt (drei Bücher),
- Lata Platea (Breite Straße, ursprünglicher Name für die Severinstraße), 1230 bis 1791 geführt (drei Bücher),
- Textorum (Weberviertel), 1233 bis 1787 geführt (ein Buch),
- Veteris Portae (Alte Pforte, die den Holzmarkt gegen die Bayenstraße abgrenzte), 1233 bis 1798 geführt (vier Bücher) und
- Spitzbütgasse (Bezirk Spitzen- und Weißbüttengasse), 1220 bis 1794 geführt (vier Bücher).
- Liber generalis (Hacht) wurde zwischen 1358 und 1451 geführt und ist bei der Drucklegung des Verzeichnisses durch das Stadtarchiv übersehen und nachgetragen worden.[7]

Die Gliederung dieser Schreinsbücher ist nach Bezirken vorgenommen, wobei die eigentliche Organisation dieser Bücher mit den Kirchspielen zusammenfiel.

## Organisation und Inhalt
Es gab zunächst zehn Kölner Schreine der Pfarreien, die Schreinsbücher führten. Am ergiebigsten scheint die Pfarrei Klein St. Martin I gewesen zu sein, die alleine in der Zeit zwischen 1135 und 1193 etwa 2100 solcher Aufzeichnungen überlieferte. Die Pfarreien und später der Rat der Stadt Köln setzten gewählte Amtsleute zur Verwaltung der Schreinsbücher ein. Die Urkunden blieben in der Obhut der Sondergemeinden, die mit den Kirchspielen zusammenfielen. Ihre dezentrale Führung oblag den Kirchspielen, der Stadtrat sorgte mit seiner Oberhoheit für eine Vereinheitlichung und überwachte zentral ihre Verwaltung. Sie beinhalteten die Übertragungen von Liegenschaften und Rechtsgeschäften, die in Verbindung mit Liegenschaften standen. In ihnen registrierte man die Transaktionen nach Straßennamen und lokalisierte die Hausbezeichnung (etwa „Haus Mirweiler“ oder „gegenüber von Haus ‚zum roten Leoparden‘“), da es Hausnummern zu jener Zeit noch nicht gab. Sie verzeichneten nicht nur Wohnhäuser, sondern auch Back-, Brau- und Schlachthäuser, Schmieden und Mühlen. Ab 1200 erteilten die Amtsleute Bestätigungen über Schreinsbucheintragungen, den Vorläufern der heutigen Abschriften.
Verkürzte Wiedergabe aus dem Schreinsbuch des Bezirks Weyerstraße über den Verkauf des „Wolfer Hofs“ in der Huhnsgasse am 17. Juni 1644 durch Daniel von Hatzfeldt an Johanna von Mechelen:

„Weyerstraß, den 17. Junii 1644 hat der wollgebohrner Herr Daniel von Hatzfeldt seinen Eygenthumb eines Haußes, Hoff unnd Weingarts…gelegen in der Hundsgassen … gnant zum Wolff … nachst dem Hoff Heinrich Hardefaust … ingeben und erlaßen der edlen und tugendreicher Frawen Johanna von Mechelen, gnant von Collen, gestalt nun fortan, mit Recht zu haben und zu behalten, zu wenden und zu kehren, in was Hand sie wilt.“

Juristisch gesehen beurkundeten sie Kauf, Vererbung, Grundstücksteilung, Schenkung und Verpfändung von Grundstücken sowie die Übertragung von bedingten dinglichen Rechten. Sie stellen Gerichtsprotokolle der freiwilligen Gerichtsbarkeit mit Schwerpunkt Liegenschafts- und Auflassungsgeschäfte dar. Während im 12. Jahrhundert die Einträge auf der Schreinskarte noch keine eigene Beweiskraft hatten und nur zur Beweiserleichterung dienten, wurde seit der Jahrhundertwende in steigendem Maße der Schreinsbucheintrag gleichwertig neben dem mündlichen Zeugnis behandelt und seit der Mitte des 13. Jahrhunderts sogar als diesem überlegen betrachtet. So wurde ab dem 14. Jahrhundert der Schreinsbucheintrag zu einem rechtsetzenden, konstitutiven Akt. Das eingetragene Rechtsgeschäft war nach einem Jahr ohne Einspruch verbindlich.
So meldete am 28. März 1538 das Schreinsbuch Hacht, dass auf Peter Quentell und seine Schwester Greitgen die Quentellschen Häuser Palast und Hirtzhorn „als Eigenthum übergegangen sind“, so dass nach einem Jahr ohne Einspruch der Eigentumsübergang unanfechtbar wurde.

## Historische Bedeutung
Historischer Ursprung der heutigen Grundbücher sind die amtliche Urkundenverwahrung und die Schreinsbücher in den mittelalterlichen Städten (insbesondere Köln). Die Schreinsbücher ermöglichen als Primärquellen die Rückverfolgung der wechselhaften Geschichte Kölner Liegenschaften über Jahrhunderte hinweg. Sie offenbaren dem Historiker unerlässliche Informationen über Grundstücksgeschäfte, Straßennamen, genaue Daten einer Transaktion, beteiligte Personen und deren Wohnorte. Schreinsbücher sind damit hervorragende topografische und prosopografische Quellen. Mit seinen Schreinen ist Köln die Geburtsstadt des deutschen Grundbuchs. Kölns Schreinsbücher gelten als die wichtigsten Schätze des Historischen Stadtarchivs.
Die erhaltenen 86 Schreinskarten und 514 Schreinsbücher stellen in 514, teilweise sehr umfangreichen Bänden den größten Bestand einer deutschen Grundbücherserie dar. Eine so umfangreiche Überlieferung zum Grundstücksverkehr nördlich der Alpen gibt es nur in Köln.

### Jüdische Hauskäufe
Historisch gesichert ist, dass zur Zeit der Schreinsbücher ein Verbot von Geldgeschäften zwischen Christen und Juden bestand. Da die Zahlung des Kaufpreises als Geldgeschäft galt, waren den Juden auch Hauskäufe verboten. Doch bereits aus dem ersten bekannten Schreinsbuch von 1130 ist ablesbar, dass ein Jude im Laurenzkirchspiel ein Haus vom erzbischöflichen Kämmerer für 36 Silbermark in der damals vornehmsten Kölner Wohngegend St. Laurenz erwarb. Dies musste er über einen Treuhänder namens Salman abwickeln. Die Schreinsbücher offenbarten, dass sich Juden in Köln überwiegend im Gebiet der Laurenzpfarrei niederließen, in deren Mittelpunkt Rathaus (Judengasse) und Alter Markt lagen. Im Schutzbrief des Speyrer Bischofs Rüdiger Huzmann vom 13. September 1084 wird sogar die Errichtung einer Mauer um das jüdische Quartier zum Schutz vor Übergriffen des „Pöbels“ ausdrücklich erwähnt.

### Formen des Hauserwerbs
Die Schreinsbücher offenbarten neben dem Kauf auch neue Formen des Hauserwerbs, nämlich den aus Frankreich stammenden „Rentenkauf“. Der Käufer erwirkte durch seinen Kaufpreis ein grundpfandrechtlich abgesichertes „Hauptgut“ eine vom Rentenschuldner meist jährlich regelmäßig zu leistende Geldzahlung in Form einer „Ewigrente“. Seit etwa 1225 kam die höher verzinste Leibrente hinzu, die mit dem Tod des Rentengläubigers erlosch.

## Abschaffung der Schreinsbücher
Das 1513 errichtete Zeichenhaus sollte Schreinsbücher in einem Gewölbe aufbewahren, wurde dafür aber wohl nie genutzt. 1608 musste es dem Bau des Kölner Rathauses weichen. Die Schreinsbücher hatten Bestand bis zum Ende der Reichsstandschaft im Februar 1798. Die französische Verwaltung gründete das Arrondissement de Cologne innerhalb des Département de la Roer und ersetzte die Schreinsbücher durch ein französisches Kataster.
Vom Einsturz des Stadtarchivs am 3. März 2009 sind auch die Schreinsbücher betroffen. Vier Wochen nach dem Archiveinsturz seien bei den Bergungsarbeiten nach Aussage von Archivdirektorin Bettina Schmidt-Czaia die Schreinskarten und -bücher inzwischen „weitgehend vollständig aufgetaucht, wenn auch nicht alle in gutem Zustand.“